# Pat Roy Mooney

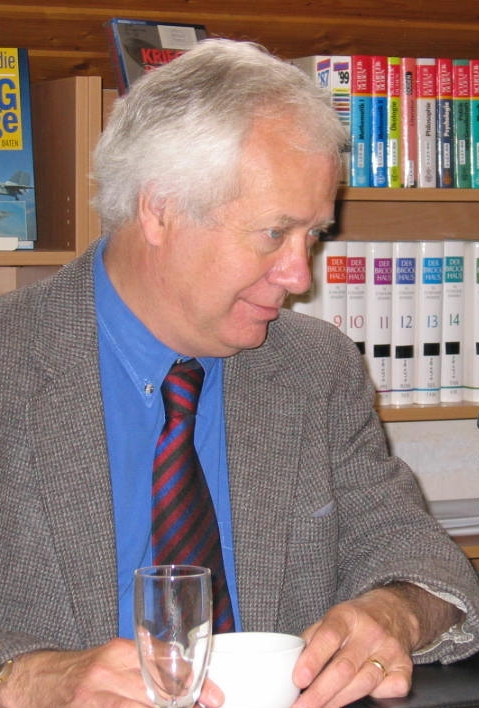
Pat Mooney 2005

Patrick Roy "Pat" Mooney (sinh năm 1947) tại Winnipeg (Canada), là giám đốc điều hành của Nhóm ETC.

## Sự nghiệp
Trong hơn 30 năm, Pat Mooney đã làm việc với các tổ chức xã hội dân sự về thương mại quốc tế và các vấn đề phát triển liên quan đến nông nghiệp, đa dạng sinh học cùng các công nghệ mới. Mooney đã sống phần lớn cuộc đời của mình trên các thảo nguyên của Canada. Ông là tác giả hoặc đồng tác giả của nhiều cuốn sách về vấn đề công nghệ sinh học và đa dạng sinh học
Pat Mooney không được đào tạo ở cấp đại học, nhưng được coi là một người có thẩm quyền về các vấn đề đa dạng sinh học nông nghiệp và công nghệ mới.
Cùng với Cary Fowler và Hope Shand, Pat Mooney bắt đầu làm việc về vấn đề "hạt giống" cây trồng trong năm 1977. Năm 1984, ba người trên đồng sáng lập "Quỹ quốc tế thăng tiến nông thôn" (Rural Advancement Foundation International, viết tắt là RAFI), mà tên đã được đổi thành "Nhóm ETC (Erosion, Technology & Concentration, phát âm là nhóm "etcetera") vào năm 2001. Nhóm ETC là một tổ chức xã hội dân sự quốc tế nhỏ, nhằm giải quyết những tác động của các công nghệ mới trên các cộng đồng (nông thôn) dễ bị tổn thương.
Công việc gần đây của Mooney đã tập trung vào geoengineering , công nghệ nano, sinh học tổng hợp và việc quản trị toàn cầu của các công nghệ này cũng như sự tham gia của tổ chức trong sự phát triển của chúng. ETC có các trụ sở tại Canada, Hoa Kỳ và México, và làm việc chặt chẽ với các đối tác tổ chức xã hội dân sự trên thế giới.

## Giải thưởng
Pat Mooney đã đoạt giải thưởng Right Livelihood năm 1985. Năm 1998, Mooney được tặng Huy chương Hòa bình Pearson của Canada. Ông cũng được trao "giải thưởng Giraffe" của Mỹ dành cho "người dám làm một việc liều lĩnh" (who stick their necks out)

## Gia đình
Ông có năm người con.

## Tác phẩm (chọn lọc)
- Seeds of the Earth: A Private or Public Resource?, Food First Books,1983,
- Shattering: Food, Politics, and the Loss of Genetic Diversity, University of Arizona Press, 1990, ISBN 0816511810
- The Threatened Gene: Food, Politics and the Loss of Genetic Diversity, Lutterworth Press, 1991, ISBN 978-0718828301